# Viks gammelskog
Viks gammelskog är ett naturreservat i Bollnäs kommun i Gävleborgs län.
Området är naturskyddat sedan 2018 och är 15 hektar stort. Reservatet ligger på Skabbergets svaga nordsluttning och består av naturskogsartade barrskog. 